# Le Fied
Le Fied é uma comuna francesa na região administrativa de Borgonha-Franco-Condado, no departamento de Jura. Estende-se por uma área de 8,39 km². Em 2010 a comuna tinha 206 habitantes (densidade: 24,6 hab./km²).